# Casilínum
Casilínum (en grec antic: Κασιλῖνον) va ser una antiga ciutat de Campània, propera a Càpua.
Era poc important però estava estratègicament situada vigilant el principal pont que creuava el Volturnus (Volturno). Va tenir un paper estratègic durant la Segona Guerra Púnica. L'an7 217 aC el dictador Quint Fabi Màxim Berrugós hi va establir una guarnició per prevenir un atac d'Hanníbal. El 216 aC després de la batalla de Cannes, un miler de soldats romans, format per llatins de Praeneste i etruscs de Perusa, es van fer forts a la ciutat. Es van oposar a Hanníbal en resistir al setge, tot i que a la fi van haver de rendir-se per la gana. L'any 214 aC els romans la van reconquerir.
Juli Cèsar hi va establir una colònia de veterans, que Marc Antoni va ampliar, però no va conservar els drets de colònia i va entrar en decadència. Va continuar existint durant l'Imperi i estava despoblada al segle ix. L'any 840, destruïda Càpua pels sarraïns, els seus habitants es van refugiar a la ciutat i la van rebatejar Càpua.